# Museu Peabody de Arqueologia e Etnologia
O Peabody Museum de Harvard (Peabody Museum of Archaeology and Ethnology) é um museu afiliado à Universidade de Harvard, localizado em Cambridge. Nele, constam os registros fotográficos da Expedição Thayer, liderada por Louis Agassiz.
O Peabody Museum de Havard é um dos mais antigos museus dedicados à arqueologia nos Estados Unidos. O museu foi fundado por Othoniel Charles Marsh em 1866 com ajuda financeira de seu tio George Peabody. Além deste Museu de arqueologia com remanescentes do homem na América, Othoniel e seu tio propuseram à Universidade de Yale a construção de um museu para abrigar espécies ancestrais de animais e plantas.
A exposição do Museu Peabody iniciou com 50 tipos de cerâmica, pedras e restos osteológicos dos índios norte-americanos. Algum tempo depois o museu começou a receber objetos etnológicos de sociedades ancestrais. Atualmente o Museu documenta peças da América do Norte, Central e Sul. Além dessas peças, o Museu tem uma exposição sobre a história do desenvolvimento da antropologia como uma disciplina acadêmica.